# 扎帕德和沃斯托克特別營
沃斯托克和扎帕德特別營（俄语：Специальные батальоны "Восток" и "Запад"），或意譯為東部和西部特別營，為兩個曾隸屬於俄羅斯聯邦武裝力量總參謀情報局（格魯烏）位於車臣共和國的特種部隊單位。這些單位主要由車臣人組成，指揮官則有俄羅斯人和車臣人。這兩個營是在第二次車臣戰爭期間由當時受俄羅斯政府控制的車臣志願軍所組成，主要在車臣境內的山林地帶執行作戰任務。扎帕德特别營活躍於車臣西半部，而沃斯托克特别營則活躍於東半部，兩支部隊並非從屬關係，而是獨立運作的。另外，他們的部隊指揮官雖然來自格魯烏，但卻被歸納入第42近衛摩托化步槍師的指揮網當中。
扎帕德和沃斯托克特別營主要的戰場為第二次車臣戰爭，但他們後來也被俄羅斯當局部署到車臣境外參與作戰，直至在2008年解散。

## 組織

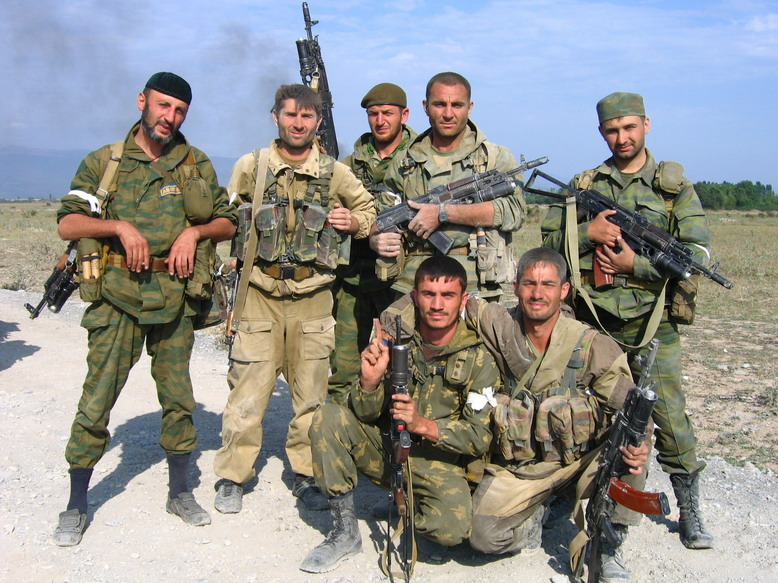
參與了2008年南奥塞梯戰爭的沃斯托克營士兵

扎帕德和沃斯托克特別營成立於1999年末 ，最初是根據俄羅斯國防部山地分組的架構組成的兩個特別連隊。他們於2002年被分配到在車臣共和國建立的指揮官辦公室。這些部隊的車臣人均有著各種背景，其中扎帕德特別營的人員為本身效忠於俄羅斯政府的士兵，而沃斯托克特別營的兵源主要來自前伊奇克里亞政權，古傑爾梅斯所屬國民衛隊第2營的叛軍，他們都曾在1994—1996年間的第一次車臣戰爭當中與俄軍為敵。部份叛軍後來轉投聯邦政府並宣誓效忠俄羅斯，因而被俄軍收編為正規部隊。扎帕德和沃斯托克特別營雖然從屬於格魯烏，但在編制上卻為第42近衛摩托化步槍師的一部份。
這兩個營（各有600—900兵力）是唯一被歸入俄羅斯國防部架構內的車臣人部隊，並不由拉姆贊·卡德羅夫掌控的車臣政府所控制。扎帕德特別營由職業軍官賽義德-穆罕默德·卡基耶夫所指揮，而沃斯托克特別營則由備受爭議的亞馬達耶夫家族所控制，該家族被認為是卡德羅夫的最強政敵 。卡基耶夫和亞馬達耶夫家的三兄弟皆曾獲贈俄羅斯聯邦英雄獎。而亞馬達耶夫家三兄弟更擁有自己的電視台，“沃斯托克”，他們還在車臣和莫斯科擁有其他企業。兄弟中的其中一人，魯斯蘭·亞馬達耶夫後來成為了國家杜馬的車臣代表。在另一方面，卡基耶夫則保持低調。
2008年4月，拉姆贊·卡德羅夫（車臣共和國總統）和亞馬達耶夫家族的衝突突然升溫，偶然發生的武裝衝突更升格為公開的暴力衝突。 沃斯托克特別營的領導層被車臣政府、人權組織和公眾指控犯下各種罪行，包括：強制失蹤、綁架勒索和謀殺。後來，數百名沃斯托克特別營的戰士放棄他們的崗位以加入卡德羅夫的部隊。同年6月，俄羅斯陸軍宣佈將把扎帕德和沃斯托克特別營降格為普通的摩托化步槍連 。
扎帕德和沃斯托克營在2008年8月參與了南奥塞梯戰爭，其中沃斯托克營由蘇利姆·亞馬達耶夫（儘管他已被官方革職和通緝）所指揮。據指，沃斯托克營在格魯吉亞承受了傷亡，但並没有被指控犯下任何戰爭罪行。
2008年11月，在卡德羅夫的連番施壓下，俄軍解散了扎帕德和沃斯托克營，同時國防部亦將會成立一個特別委員會以連同軍事檢察官辦公室對部隊的前軍人涉嫌犯下的罪行展開調查。亞馬達耶夫家族和其支持者則被逐出車臣境外，魯斯蘭·亞馬達耶夫更被不明人士於莫斯科槍殺。他們的房子亦被洗劫一空和焚燒，另外他們在古傑爾梅斯興建的清真寺也遭到拆毀。四個月後，蘇利姆·亞馬達耶夫於杜拜遇刺身亡。根據阿聯酋當局的調查指，該次暗殺是由卡德羅夫的左右手，亞當·傑利姆漢諾夫所指示的。卡德羅夫反指控沃斯托克營的前指揮官們曾多次試圖暗殺他，並與公開承認殺害他父親艾哈邁德·卡德羅夫的車臣分離主義領袖沙米爾·巴薩耶夫為共犯。而卡基耶夫則在2007年同意辭去扎帕德營的指揮官一職，避過了步上沃斯托克營領導層的後塵。他並在俄軍於車臣的軍事架構中保有一個正式的職位。